# Lorenzo Romar
Lorenzo Romar (South Gate, 13 novembre 1958) è un ex cestista e allenatore di pallacanestro statunitense, professionista nella NBA e in Italia.

## Carriera
Giocò all'University of Washington dal 1978 al 1980, poi andò nella NBA, tesserato dai Golden State Warriors, dove giocò fino al 1985.
Lasciata l'NBA, divenne l'allenatore-giocatore della squadra di basket degli Athletes in Action.
Dal 1992 al 1996 fu il vice di Jim Harrick all'UCLA. Poi divenne allenatore della Pepperdine University e poi della Saint Louis University, prima di diventare nel 2002 allenatore della squadra che lo lanciò come giocatore, l'University of Washington.

## Palmarès
- College Basketball Invitational: 1

Pepperdine University: 2021